# Anne V. Coates
Anne Voase Coates (ur. 12 grudnia 1925 w Reigate, zm. 8 maja 2018 w Los Angeles) – brytyjska montażystka filmowa.

## Wybrana filmografia
- 1952: The Pickwick Papers
- 1960: Pieśni chwały
- 1962: Lawrence z Arabii
- 1968: Wielka Katarzyna
- 1976: Orzeł wylądował
- 1983: Piraci z Penzance
- 1990: Kocham cię na zabój
- 2004: Złodziej życia
- 2010: Środki nadzwyczajne

## Nagrody i nominacje
Została dwukrotnie uhonorowana Oscarem: w 1962 za montaż filmu  Lawrence z Arabii oraz honorowym w 2017. Była jeszcze czterokrotnie nominowana do Oscara, a także otrzymała czterokrotnie nominację do nagrody BAFTA i czterokrotnie do nagrody Eddie.